# Guerra anglo-espanyola (1727-1729)
La guerra anglo-espanyola de 1727-1729 va consistir en un fallit intent britànic d'atacar i capturar Portobelo i un igualment fallit intent borbònic de recuperar Gibraltar. Amb el temps, va acabar amb un retorn a l' Statu quo ante bellum en virtut del Tractat de Sevilla.

## Declaració de guerra per part de Gran Bretanya
Després de conèixer-se la signatura del Tractat de Viena del 30 d'abril de 1725 entre els representants de Felip V d'Espanya i de Carles VI del Sacre Imperi Romanogermànic, les monarquies de Gran Bretanya i de França ho van veure com a amenaça a l' statu quo establert a la Pau d'Utrecht i el 3 de setembre van signar juntament amb el Regne de Prússia el Tractat de Hannover per «mantenir els Estats signants als països i ciutats dins i fora d'Europa que actualment posseïssin». A la «Aliança d'Hannover» es van adherir posteriorment les Províncies Unides, el Regne de Dinamarca i el Regne de Suècia, encara que Prusia finalment ho va abandonar. Felip V va destituir Juan Guillermo Ripperdá, que havia negociat a Viena el tractat en nom seu, quan va saber que l'emperador no donaria finalment el seu consentiment al matrimoni de les seves dues filles amb els infants espanyols Carles i Felip —en realitat feia temps que estava concertat el matrimoni de Maria Teresa amb el jove duc Francisco Esteban de Lorena, casament que es va celebrar el 1736—, i que tampoc estava disposat a entrar en conflicte amb la Gran Bretanya pel que no donaria suport a Felip V si aquest intentava recuperar Gibraltar o Menorca. En contrapartida les concessions comercials promeses per Felip V a la Companyia d'Ostende mai es van materialitzar i va acabar dissolent-se el 1731 per la pressió britànica.
Per obligar que Felip V desistís del seu projecte revisionista del pactat a Utrecht, la Gran Bretanya va desplegar la seva flota per la Mediterrània i l'Atlàntic, capturant vaixells espanyols sense que hi hagués hagut una declaració de guerra. Com les reclamacions davant el govern de Londres per les preses per vaixells britànics, als quals la cort de Madrid considerava pirates, no van tenir cap efecte, el nou grup de consellers que havia substituït Ripperdà van donar suport a la decisió de Felip V de conquerir Gibraltar. Així el gener de 1727 l'ambaixador espanyol davant la cort de Jordi I de Gran Bretanya va presentar un escrit en què considerava sense valor l'article 10 del Tractat d'Utrecht pel qual se cedia Gibraltar, al·legant-ne els incompliments per part de Gran Bretanya. havia ocupat terres a l'istme, no havia garantit el manteniment del catolicisme i havia permès la presència de jueus i musulmans. L'assumpte va ser portat al parlament pel primer ministre Robert Walpole i allà es va comprometre que mai no es lliuraria Gibraltar sense el seu consentiment exprés. La votació final celebrada el 17 de gener del 1727 en què el parlament va ratificar la sobirania britànica sobre Gibraltar va suposar la declaració de guerra a la Monarquia d'Espanya.

## Bloqueig britànic de Portobelo i el setge espanyol de Gibraltar

Coalicions a Europa entre 1725 i 1730. Els signants del Tractat de Viena d'abril de 1725 en blau i els signants del Tractat de Hannover de setembre de 1725 en vermell. Prusia, en marró, al principi es va unir a l'Aliança de Hanover, però després va canviar de bàndol després del Tractat de Berlín de desembre de 1728

Gran Bretanya havia tractat d'emprar el seu poder naval a principis de la controvèrsia, en el bloqueig de Portobelo, a Panamà, però l'intent va resultar un desastre, ja que es van perdre 4000 homes, principalment per les malalties. L'objectiu principal del bloqueig va ser evitar que els galions espanyols posessin rumb a la metròpoli, però no es va aconseguir i la flota es va retirar finalment.
L'11 de febrer de 1727 un exèrcit espanyol, sota el comandament del marquès de les Torres i la supervisió del cap d'enginyers del Reial Cos d'Enginyers, el marquès de Verboom, va posar setge a la plaça (es tractava del primer setge després de la signatura del Tractat d'Utrecht). Depenent de les fonts, les tropes espanyoles van ser entre 12 000 i 25 000. Els defensors britànics eren 1500 al començament del setge, però van augmentar fins al voltant de 5000 gràcies als reforços portats per mar per la flota al comandament de Charles Wager. Després d'un setge de quatre mesos amb diversos intents infructuosos i costosos, les tropes espanyoles van desistir i es van retirar el 12 de juny. Havien perdut més de 1400 homes, mentre que els britànics havien patit 300 baixes.
El segon setge a Gibraltar —el primer intent de recuperar el Penyal va tenir lloc el 1705— no va tenir èxit a causa de la superioritat de la flota britànica que defensava el Penyal, que va impedir que la infanteria pogués llançar-se a l'assalt després que l'artilleria hagués bombardejat les fortificacions britàniques. "Espanya tornava a comprovar que la Roca, des de terra, era gairebé inexpugnable mentre pogués comptar amb el suport d'una flota que portés tropes de refresc i provisions", afirmen Rosa Mª Capel i José Cepeda.

## Acords de pau
Al juny de 1727 es va arribar a un armistici però fins a març de 1728 Felip V —pressionat pel rei de França, l'emperador i el papa perquè posés fi al conflicte amb la Gran Bretanya i al que van prometre celebrar el Congrés de Soissons— no va tornar a reconèixer la validesa de l'article 10 del Tractat d'Utrecht a l'anomenada Acta del Pardo, en un moment d'agreujament de la seva malaltia mental.
El Congrés de Soissons no va donar cap resultat, però sí que el van tenir les negociacions «a tres bandes» entre les monarquies d'Espanya, la Gran Bretanya i França, que van culminar amb la signatura del Tractat de Sevilla del 9 de novembre del 1729. En aquest tractat Felip V va obtenir per fi el que estaven anhelant ell i la seva esposa Isabel Farnesio des de 1715, que el seu fill primogènit l'infant Carles ocupés el tron del Ducat de Parma i del Ducat de Toscana —el que va ser reconegut també per l'emperador en un altre tractat signat després. «El que crida l'atenció és que l'agost del 1731 una flota britànica va arribar a Cadis per acompanyar el senyor Carlos al seu destí».
No obstant això, van quedar pendents algunes qüestions per resoldre entre ambdós estats, per la qual cosa una dècada més tard va esclatar l'anomenada Guerra del Seient.